# Антуаньї
Антуаньї́ (фр. Antoigny) — колишній муніципалітет у Франції, у регіоні Нормандія, департамент Орн. Населення — 128 осіб (2011).
Муніципалітет був розташований на відстані близько 210 км на захід від Парижа, 75 км на південь від Кана, 36 км на захід від Алансона.

## Історія
До 2015 року муніципалітет перебував у складі регіону Нижня Нормандія. Від 1 січня 2016 року належав до нового об'єднаного регіону Нормандія.
12 січня 2016 року Антуаньї було приєднано до муніципалітету Ла-Ферте-Масе.

## Демографія
Динаміка населення (INSEE ):
Розподіл населення за віком та статтю (2006):
| Стать | Всього | До 15 років | 15-24 | 25-44 | 45-64 | 65-85 | Понад 85 |
| --- | ------ | ----------- | ----- | ----- | ----- | ----- | -------- |
| Чоловіки | 52     | 4           | 12    | 4     | 20    | 12    | 0        |
| Жінки | 68     | 8           | 0     | 12    | 32    | 8     | 8        |
| \| Статево-вікова піраміда \| Статево-вікова піраміда \| Статево-вікова піраміда \| \| ----------------------- \| ----------------------- \| ----------------------- \| \| Чоловіки \| Вік \| Жінки \| \| 0 \| 85 + \| 8 \| \| 4 \| 80-84 \| 0 \| \| 4 \| 75-79 \| 4 \| \| 0 \| 70-74 \| 0 \| \| 4 \| 65-69 \| 4 \| \| 8 \| 60-64 \| 16 \| \| 4 \| 55-59 \| 12 \| \| 8 \| 50-54 \| 0 \| \| 0 \| 45-49 \| 4 \| \| 0 \| 40-44 \| 4 \| \| 0 \| 35-39 \| 0 \| \| 4 \| 30-34 \| 0 \| \| 0 \| 25-29 \| 8 \| \| 4 \| 20-24 \| 0 \| \| 8 \| 15-20 \| 0 \| \| 0 \| 10-14 \| 4 \| \| 0 \| 5-9 \| 0 \| \| 4 \| 0-4 \| 4 \| |        |             |       |       |       |       |          |
| Статево-вікова піраміда |        |             |       |       |       |       |          |
| Чоловіки | Вік    | Жінки       |       |       |       |       |          |
| 0 | 85 +   | 8           |       |       |       |       |          |
| 4 | 80-84  | 0           |       |       |       |       |          |
| 4 | 75-79  | 4           |       |       |       |       |          |
| 0 | 70-74  | 0           |       |       |       |       |          |
| 4 | 65-69  | 4           |       |       |       |       |          |
| 8 | 60-64  | 16          |       |       |       |       |          |
| 4 | 55-59  | 12          |       |       |       |       |          |
| 8 | 50-54  | 0           |       |       |       |       |          |
| 0 | 45-49  | 4           |       |       |       |       |          |
| 0 | 40-44  | 4           |       |       |       |       |          |
| 0 | 35-39  | 0           |       |       |       |       |          |
| 4 | 30-34  | 0           |       |       |       |       |          |
| 0 | 25-29  | 8           |       |       |       |       |          |
| 4 | 20-24  | 0           |       |       |       |       |          |
| 8 | 15-20  | 0           |       |       |       |       |          |
| 0 | 10-14  | 4           |       |       |       |       |          |
| 0 | 5-9    | 0           |       |       |       |       |          |
| 4 | 0-4    | 4           |       |       |       |       |          |

## Економіка
2010 року серед 75 осіб працездатного віку (15—64 років) 54 були активними, 21 — неактивною (показник активності 72,0%, у 1999 році було 71,0%). З 54 активних мешканців працювала 51 особа (26 чоловіків та 25 жінок), безробітними було 3 (0 чоловіків та 3 жінки). Серед 21 неактивної 5 осіб було учнями чи студентами, 15 — пенсіонерами, 1 була неактивною з інших причин.

У 2010 році в муніципалітеті числилось 54 оподатковані домогосподарства, у яких проживали 127,0 особи, медіана доходів виносила 16 647 євро на одного особоспоживача